# Apanteles etiellae
Apanteles etiellae is een insect dat behoort tot de orde vliesvleugeligen (Hymenoptera) en de familie van de schildwespen (Braconidae). De wetenschappelijke naam van de soort werd voor het eerst geldig gepubliceerd door Henry Lorenz Viereck in 1911.
De soort parasiteert de peultjesmot Etiella zinckenella. Viereck noemde ze een parasiet van Etiella schisticolor in de Amerikaanse staat Washington. E. schisticolor is een van de talrijke synoniemen van E. zinckenella.